# Irokézské národy
Irokézské národy jsou irokézsky mluvící domorodí obyvatelé Severovýchodních lesů a Velkých jezer v Severní Americe, jejichž území se rozprostíralo od jihovýchodního a jižního Ontaria v Kanadě podél břehů Huronského jezera a Jiřího zálivu, Erijského jezera a jezera Ontario až po stát New York, severní Ohio a Pensylvánii.
Mezi irokézské národy spadají Irokézové, Huroni, Petunové, Neutrální, Erijové, Wenrové, Susquehannockové a Irokézové svatého Vavřince.
Irokézsky mluví také Čerokíové.
Existují archeologické důkazy o irokézskch národech „v oblasti kolem dnešního státu New York, které se datují do let 500 až 600 n. l. a možná až do roku 4000 př. n. l. Zdá se, že jejich osobitá kultura se rozvinula kolem roku 1000 n. l.“

## Seznam irokézských národů
- Irokézové: New York, Québec a Ontario v Kanadě.
  - Mohawkové: Québecu v Kanadě a New York.
  - Senekové: New Yorku.
  - Cayugové: New Yorku.
  - Oneidové: New Yorku.
  - Tuscarorové: New York ve Spojených státech amerických a Ontario v Kanadě.
  - Onondagové New York ve Spojených státech amerických a Ontario v Kanadě.
- Huroni (Wendati): Jiřího záliv, Ontario v Kanadě.
- Petuni: Jiřího záliv, Ontario v Kanadě.
- Neutrální národ: jihozápadní a jihostřední Ontario.
- Nation du chat (Erijové): New York, Ohio a severozápadní Pensylvánie ve Spojených státech amerických.
- Conestogové (Susquehannockové): Pensylvánie, Západní Virginie, New York a Maryland ve Spojených státech amerických.
- Irokézové svatého Vavřince: řeka svatého Vavřince, Québec v Kanadě a New York ve Spojených státech amerických.
- Monongahelové: Pensylvánie, Západní Virginie a Ohio ve Spojených státech amerických.
- Scahentoarrhonové: Wyomingské údolí v Pensylvánii.
- Nottowayové: Virginie ve Spojených státech amerických.
- Senedové: Virginie ve Spojených státech amerických.
- Westové: Virginie a Jižní Karolína ve Spojených státech amerických.
- Wenrohrononové (Wenrové): New York ve Spojených státech amerických.
- Čerokíové: Severní Karolína, jihovýchodní Tennessee, okraje západní Jižní Karolíny, severní Georgie a severovýchodní Alabama.
- Meherrinové: Severní Karolína.

## Dějiny
Irokézská mytologie říká, že Irokézové mají svůj původ v ženě, která spadla z nebe, a že žijí na Želvím ostrově.

## Kultura
Irokézské národy měly matrilineární příbuzenské systémy. Byli to usedlí farmáři, kteří žili ve velkých opevněných vesnicích uzavřených devět metrů vysokými palisádami na obranu před nepřátelskými útoky, tato sídla byla ranými Evropany označována jako „města“. Časté byly i dlouhé domy.